# Kerpini
Kerpini  este un oraș în Grecia în prefectura Ahaia.